# Nefomanzia
La nefomanzia o nefelomanzia o arcomanzia è una pratica divinatoria con cui si tenta di prevedere il futuro analizzando la forma delle nuvole, basandosi sulla somiglianza più o meno spinta con oggetti, animali o persone.
Secondo questa pratica, ad ogni forma corrisponde un significato che va interpretato tenendo conto anche della forma delle nuvole circostanti.